# Anglo-irácká dohoda
Anglo-irácká dohoda z roku 1930 byla spojenecká smlouva mezi Spojeným královstvím Velké Británie a Severního Irska a Iráckým královstvím, které bylo do té doby mandátním územím Velké Británie. Smlouva vycházela z dřívější Anglo-irácké dohody z roku 1922, ale zohledňovala větší význam Iráku pro Velkou Británii po objevu dalších významných ropných polí na jeho území. 

## Historické pozadí
Již v průběhu první světové války byl region Blízkého východu velmi důležitý pro svá velká naleziště ropy. Velká Británie byla významně zásobena z těchto zdrojů a kontrola oblasti pro ni byla strategicky důležitá. Druhým důvodem pro vojenskou angažovanost Velké Británie v oblasti byla snaha oslabit Osmanskou říši, která bojovala na straně Trojspolku a jejímž územím byl i Irák. Po skončení první světové války měla Velká Británie zájem na zachování své přítomnosti v oblasti. Vítězné mocnosti dosáhly na pařížské mírové konferenci dohody o vzniku Společnosti národů a Velká Británie v roce 1920 dostala od Společnosti národů Irák jako mandátní území. Po krvavém potlačení revolty Iráčanů proti britské kontrole dosadili Britové na irácký trůn krále Fajsala I. Učinili tak s cílem dát Iráčanům zdání samostatnosti

## Anglo-irácká dohoda
Dohoda z roku 1930 postavila Irák na cestu k nezávislosti. Dva roky po podepsání smlouvy měl skončit britský mandát a Irák jako samostatná země vstoupil do Společnosti národů. Hlavním smyslem smlouvy bylo dát Velké Británii na území Iráku i po vyhlášení jeho nezávislosti široká práva v obchodní a vojenské oblasti. Výměnou za tato práva ale irácký stát nic nedostal. Kritici namítají, že smlouva nebyla vyjednána ale nadiktována Velkou Británií. Podle smlouvy z roku 1930 si Velká Británie mohla, mimo jiné, ponechat své vojenské základny na území Iráku a měla právo poskytovat výcvik iráckému vojsku.